# システインシンターゼ
システインシンターゼ（Cysteine synthase）は、以下の化学反応を触媒する酵素である。
O 3-アセチル-L-セリン + 硫化水素 {\displaystyle \rightleftharpoons } L-システイン + 酢酸
即ち、この酵素はO 3-アセチル-L-セリンと硫化水素を基質として、L-システインと酢酸を生成する。
この酵素はトランスフェラーゼのファミリーに属しており、特にメチル基よりもアリル基やアルキル基を転移させる。系統名はO 3-アセチル-L-セリン:硫化水素 2-アミノ-2-カルボキシエチルトランスフェラーゼである。また別名として、O-アセチル-L-セリンスルフォヒドロラーゼ、O-アセチルセリン(チオール)リアーゼ、S-スルフォシステインシンターゼ、2-アミノ-2-カルボキシエチルトランスフェラーゼ等とも呼ばれる。この酵素は、システイン代謝、セレノアミノ酸代謝、硫黄代謝の3つの代謝経路に関与する。また、補因子としてピリドキサールリン酸を必要とする。

## 構造
2007年末までに、このクラスの12の酵素の構造が解かれている。蛋白質構造データバンクのコード番号は、1O58, 1VE1, 1Y7L, 1Z7W, 1Z7Y, 2BHS, 2BHT, 2EGU, 2ISQ, 2Q3B, 2Q3C, 2Q3Dである。